# Siaosi Sovaleni
Siaosi ‘Ofakivahafolau Sovaleni (28 de fevereiro de 1970) é um político tonganês, ministro do gabinete e membro da Assembleia Legislativa de Tonga e primeiro-ministro de Tonga (2021-2024). Entre 2014 a 2017, foi primeiro-ministro adjunto de Tonga.

## Carreira política
Sovaleni foi eleito pela primeira vez para o Parlamento nas eleições gerais de Tonga de 2014 e nomeado primeiro-ministro adjunto e Ministro do Meio Ambiente e das Comunicações no Gabinete de ʻAkilisi Pōhiva. Como Ministro das Comunicações, aprovou dois projetos de lei que permitiam a censura na internet em 2015.
Em setembro de 2017, foi exonerado por deslealdade ao apoiar a decisão do rei Tupou VI de demitir o primeiro-ministro, dissolver o Parlamento e convocar novas eleições. Concorreu nas eleições gerais de Tonga de 2017 e foi reeleito como o único não pertencente ao Partido Democrático das Ilhas Amigas (DPFI) em Tongatapu. Posteriormente contestou a Premiership com Pohiva, mas foi derrotado por 12 votos a 14. Após a morte de ʻAkilisi Pōhiva Sovaleni, apoiou Pohiva Tuʻiʻonetoa para primeiro-ministro. Foi nomeado para o Gabinete de Tuʻiʻonetoa como Ministro da Educação e Treinamento.
Foi reeleito na eleição de 2021 enquanto recebia o maior número de votos de todos os candidatos para qualquer assento. Nas negociações pós-eleitorais, ele emergiu como um dos dois principais candidatos à Premiership, junto com ʻAisake Eke. Em 15 de dezembro de 2021 foi eleito primeiro-ministro, derrotando Eke com 16 votos.

## Gabinete
Em 29 de dezembro de 2021, anunciou seu gabinete, no qual acumulará a função de ministro das forças armadas, Fekitamoeloa 'Utoikamanu como ministro do exterior, Sione Sangster Saulala como ministro do interior e Tatafu Toma Moeaki como ministro da economia.